# Liběšice (Češov)
Liběšice je vesnice, část obce Češov v okrese Jičín. Nachází se asi 1,5 km na sever od Češova. Prochází zde silnice II/328. V roce 2009 zde bylo evidováno 51 adres. V roce 2001 zde trvale žilo 54 obyvatel.
Liběšice je také název katastrálního území o rozloze 3,31 km2.

## Historie
První písemná zmínka o obci pochází z roku 1383.

## Pamětihodnosti
- Boží muka s trojičním motivem na návsi